# D. Boon

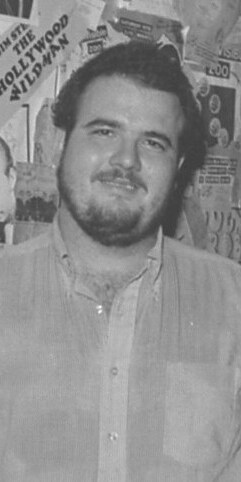
D. Boon (1982)

Dennes Dale „D.“ Boon (* 1. April 1958 in Napa, Kalifornien; † 22. Dezember 1985 in Tucson, Arizona) war ein US-amerikanischer Punkrock-Sänger, Songschreiber und Gitarrist. Am bekanntesten wurde er als Gitarrist und Sänger des von ihm mitbegründeten kalifornischen Punkrock-Trios Minutemen.

## Leben
Boons Vater, ein Veteran der US-Navy, verdiente seinen Lebensunterhalt mit dem Einbau von Autoradios in Buicks. Die Familie lebte in ehemaligen Kasernen aus dem Zweiten Weltkrieg, die zu Sozialwohnungen umgewandelt worden waren. Als Teenager begann Boon zu malen und signierte seine Werke mit „D. Boon“, teils weil „D“ seine Bezeichnung für Cannabis war, teils auch nach dem Pionier Daniel Boone, aber vor allem in Anlehnung an E. (Eric) Bloom, den Sänger und Gitarristen der US-Rockband Blue Öyster Cult.
Seine Musikkarriere begann er 1979 mit dem Eintritt in die Gruppe The Reactionaries. Im Januar 1980 gründete Boon zusammen mit seinem alten Freund aus Kindestagen, dem Bassisten Mike Watt, als Nachfolgeband die Punkrockgruppe Minutemen. Später kam auch der ehemalige Reactionaries-Drummer George Hurley dazu. Ihr größter Erfolg war 1984 die Aufnahme Double Nickels on the Dime, erschienen beim Independent-Label SST Records.
D. Boon starb im Jahr darauf im Alter von 27 Jahren bei einem Autounfall in Tucson, er wird zum Klub 27 gezählt.
Die Band löste sich anschließend auf, kurze Zeit später gründeten Watt und Hurley mit Ed Crawford eine neue mit Namen fIREHOSE. Zwei Jahre nach D. Boons Tod erschien das Minutemen-Live-Album Ballot Result.

## Werk
D. Boon zeichnete als Texter und Komponist unter anderem verantwortlich für die Minutemen-Songs This Ain’t No Picnic, Corona, The Price Of Paradise und Courage. Er schuf außerdem Zeichnungen bzw. Malereien für die Hüllen der Minutemen-Releases Joy, The Punch Line, What Makes a Man Start Fires?, The Politics of Time, Project: Mersh und 3-Way Tie (For Last). Der Song Corona wurde bekannt als Titelmelodie der MTV-Serie Jackass.

## Nachwirkung
Mike Watt hat nach D. Boons Tod jedes seiner Stücke ihm gewidmet. Die alternativen US-Bands Stigmata-A-Go-Go und Uncle Tupelo widmeten D. Boon ebenfalls Songs. Sein früherer Zimmergenosse Richard Derrick widmete ihm als erste Veröffentlichung seines Labels Box-O-Plenty Records, die CD D. Boon And Friends, eine Sammlung von gemeinsamen Jamsession-Aufnahmen beider sowie seltenen Soloauftritten. 
D. Boon wird auf Rang 89 in der Liste Die 100 bedeutendsten Gitarristen aller Zeiten des US-Rockmusikmagazins Rolling Stone geführt.